# Tamara Bleszynski
Tamara Bleszynski (25 de diciembre de 1974, Bandung) es una actriz, modelo y cantante indonesia.

## Biografía
Tamara nació el 25 de diciembre de 1974, es hija de padre polaco, Zbigniew Bleszynski y madre indonesia de ascendencia sondanesa, Farida Gasik. Luego de terminar sus estudios escolares en su país Indonesia, se trasladó a Australia instalándose en Perth, para continuar sus estudios superiores. Pues su interés por la música y la actuación, ya lo tenía previsto desde su infancia. Mientras estudiaba en Australia, fue allí donde empezó a incursionar en el mundo de la actuación participando en pequeños drama de televisión. Después de graduarse con una licenciatura en Administración de Empresas de St. Bridgis School, por una temporada se retiró de la actuación. Para poner a prueba su talento, empezó a trabajar en el teatro uniéndose en una Academia de teatro en Australia. Más adelante Tamrara regresa a su país Indonesia, allí es descubierta por Jay Subijakto, cuando ella empezó a trabajar en una tienda de discos como modelo. Con el capital físico inusual de Tamara, vendiendo bien para el mundo del modelaje, al principio de su carrera,  había sido una de las artistas más aclamadas por Cindy Crawford. Aunque la fama de Tamara al principio no fue nada fácil. En su lugar y más seguro, fue explorar su propio talento en el campo de la actuación.

## Filmografía

### Películas
- Issue (2004)
- The Big Day - Lux Short Movie (2006)
- Cicakman 2 - Planet Hitam (2008)
- Air Terjun Pengantin (2009)
- Air Terjun Pengantin Phuket (2013)
- Bodyguard Ugal-Ugalan (2018)

### Series de televisión
- Shangrilla Extra (1996)
- Anakku Terlahir Kembali (1996)
- Perjalanan (1997)
- Asmara (1997)
- Doa Membawa Berkah (2000-2001)
- Doa Membawa Berkah 2 (2001)
- Wah Cantiknya (2001-2002)
- Wah Cantiknya 1 (2001)
- Wah Cantiknya 2 (2002)
- Opera SMU (2002)
- IkhlasIkhlas (2003)
- Putri Cantik (2004)
- Gol (2005)
- Iman (2005)
- Hikmah (2004)
- Hikmah 2 (2005)
- Hikmah 3 (2006)
- Bukan Salah Bunda Mengandung (2006)
- Bunga (2007)
- Cinta Itu Nggak Buta (2007)
- Surga Untukmu (2010)
- Anugerah (2011)
- Mimo Ketemu Poscha (2012)

### FTV
- Di balik Jendela Astrid (2002)
- Hidayah episode Mayat Penjudi Sulit Dikebumikan (2005)
- Semua Karena Bu Sonya (2008)
- Menantu Untuk Mamaku (2009)
- Jangan Lari Lagi Diana (2009)
- Cowok Maunya Apa (2009)
- Kejar Tayang (2010)

### Obras de teatros
- Julio Caesar (1997)
- Dengan Kasih Sayang (2002)
- Musang Berjanggut (2003)
- Zikir Ramadan (2004)
- Festival Muharram (2004)
- Sembuhkan Luka RCTI - Kesaksian Pilu (2005)
- Melayukah Aku - Nyanyian Rakyat Kecil & Bosan (2007)
- Pameran Lukisan Barli
- Pembacaan Puisi Hamka
- Hari Ibu Indonesian Female All Stars (2001)
- Malam Takbiran TV7
- Air Mata Negeriku - Solidaritas Artis Peduli Aceh (2004)
- HUT-17 Pengajian Babussalam - Ada anak gadis bertanya pada ibunya (2001)
- LP Anak Tangerang - FPAPAI (2007)
- Puisi Pertina (2008)
- HUT RI 57 (2002)
- Pembacaan Puisi bersama W.S. Rendra - PT. Newmont (2006)
- Indonesia Membaca Rendra - Sajak Sebatang Lisong (2009)
- Konser Seni "Tentang Perempuan" - Yayasan Dian Sastrowardoyo (2011)
- Aburizal Bakrie (2012)

## Discografía

### Videos musicales de las series televisivas
- Kontes Ratu Sekolah - Serial Opera SMU (dirilis untuk VCD)
- Surat Kaleng - Serial Opera SMU (dirilis untuk VCD)
- Guruku Cantik Sekali - Serial Opera SMU (dirilis untuk VCD)
- Penculikan - Serial Opera SMU (dirilis untuk VCD)
- Curahan Hati - Serial Opera SMU (dirilis untuk VCD)
- Naksir Berat - Serial Opera SMU (dirilis untuk VCD)
- Manis dan Cantik - Serial Opera SMU (dirilis untuk VCD)
- Gara-Gara Bibir - Serial Opera SMU (dirilis untuk VCD)
- Guruku Sayang, Guruku Garang - Serial Opera SMU (dirilis untuk VCD)
- Nepotisme Kantin Sekolah - Serial Opera SMU (dirilis untuk VCD)

### Singles
- Berserah Diri - OST. Doa Membawa Berkah (2001)
- Puisi "Doa Berserah" by Taufik Ismail - Álbum Dari Hati Untuk Aceh (2005)
- Puisi "Setelah Gempa dan Tsunami" by Guruh SP - Álbum Dari Hati Untuk Aceh (2005)
- OST. Goal (2005)

### Videos clip
- Peterpan - Khayalan Tingkat Tinggi
- Dewa 19 - Aku Disini Untukmu
- Maia - Sang Juara
- Teresa Bleszynski - Bila Hati Sedang Lara